# زكاري ليفي
زاكري ليفي بيو (بالإنجليزية: Zachary Levi Pugh)‏ (من مواليد 29 سبتمبر 1980) هو ممثل أمريكي. تلقى إشادة من النقاد لقيامه باداء دور تشاك بارتوفسكي في مسلسل تشاك، وكشخصية البطولة في شازام!، كجزء من عالم دي سي السينمائي.

## النشأة
وُلد ليفي في ليك تشارلز، لويزيانا، ابن سوزان ماري (1950-2015) وداريل ألتون بيو (1946-2023). لديه أصول إنجليزية وألمانية وويلزية. عندما كان طفلاً، انتقلت عائلته عبر عدة ولايات قبل العودة إلى منزلهم في فينتورا، كاليفورنيا، حيث التحق بمدرسة بوينا الثانوية لمدة أربع سنوات. بدأ التمثيل على خشبة المسرح في سن السادسة.

## روابط خارجية
- زكاري ليفي على موقع IMDb (الإنجليزية)
- زكاري ليفي على موقع ميتاكريتيك (الإنجليزية)
- زكاري ليفي على موقع روتن توميتوز (الإنجليزية)
- زكاري ليفي على موقع قاعدة بيانات الأفلام العربية
- زكاري ليفي على موقع ألو سيني (الفرنسية)
- زكاري ليفي على موقع ميوزك برينز (الإنجليزية)
- زكاري ليفي على موقع أول موفي (الإنجليزية)
- زكاري ليفي على موقع بوكس أوفيس موجو (الإنجليزية)
- زكاري ليفي على موقع قاعدة بيانات برودواي على الإنترنت (الإنجليزية)
- زكاري ليفي على موقع قاعدة بيانات الأفلام السويدية (السويدية)